# Quicksilver
Pietro Maximoff, alias Quicksilver (en español Mercurio) es un superhéroe ficticio que aparece en los cómics publicados por Marvel Comics. El personaje apareció por primera vez en X-Men n.º 4 (marzo de 1964) y fue creado por Stan Lee y Jack Kirby. Desde entonces, el personaje ha protagonizado dos series limitadas homónimas e históricamente ha sido representado como un miembro habitual del equipo en el título de superhéroes The Avengers.
El tiene la habilidad sobrehumana de moverse a grandes velocidades. En la mayoría, es un mutante, un humano nacido con poderes sobrehumanos innatos. En las historias de cómics que comienzan en 2015, él es el producto de la experimentación genética realizada por el Alto Evolucionador.Apareció con mayor frecuencia en la ficción asociada con los X-Men, habiendo sido presentado como un adversario del equipo de superhéroes, y hasta que él mismo se convirtió en un superhéroe. Quicksilver es el hijo de Magneto, el hermano mellizo de la Bruja Escarlata, y el medio hermano paterno de Polaris.
Debutando en la "edad de plata de las historietas", Quicksilver ha aparecido en cuatro décadas de continuidad Marvel, siendo el protagonista de la serie homónima Quicksilver, y un miembro regular de Los Vengadores. El personaje también ha aparecido en otros productos de Marvel, como películas animadas, videojuegos, series de televisión, figuras de acción y tarjetas coleccionables.
En 2006, IGN colocó a Quicksilver en el 23.er puesto en su "Top 25 de los X-Men", comentando que "Quicksilver era un brillante ejemplo de un villano convirtiéndose en héroe". Dos versiones de acción en vivo separadas del personaje han sido adaptadas por dos estudios de cine diferentes. Aaron Taylor-Johnson interpreta al personaje de la franquicia del Universo cinematográfico de Marvel, que aparece en Captain America: The Winter Soldier (2014) y Avengers: Age of Ultron (2015), mientras que Evan Peters retrata a Quicksilver en las películas de Fox: X-Men: días del futuro pasado (2014) y X-Men: Apocalipsis (2016). Tuvo un cameo en Deadpool 2 (2018) y volvió por última vez en la película Dark Phoenix (2019). Peters también interpretó al personaje en WandaVision (2021).

## Historial de publicaciones
Quicksilver aparece por primera vez en X-Men n.º 4 (marzo de 1964) y fue creado por el escritor Stan Lee y el artista y coguionista Jack Kirby.El personaje aparece inicialmente como un antagonista de los X-Men, aunque pronto se convierte en miembro de Los Vengadores y aparece como un personaje regular en ese título comenzando con The Avengers #16 en mayo de 1965. Ha realizado numerosos otros apariciones en ese título y otros títulos relacionados, a veces como miembro del equipo, a veces como aliado y a veces como antagonista.

## Biografía
Pietro y su hermana gemela, Wanda, fueron criados por Django y Marya Maximoff, una pareja gitana. Como adolescentes, Pietro Django Maximoff y su hermana Wanda descubrieron que tenían talentos peculiares. Cuando Django comenzó a robar comida para alimentar a su famélica familia, enfurecidos aldeanos atacaron el campamento de los romaníes. Usando su velocidad fenomenal, Pietro huyó del campamento con su hermana. Durante los años siguientes, Wanda y Pietro deambularon por Europa Central, viviendo de la tierra.

### Hermandad de Mutantes Diabólicos
El personaje aparece por primera vez con su hermana Wanda, ahora como la Bruja Escarlata, como un miembro de la Hermandad de mutantes en el cómic X-Men. Los hermanos son mutantes, con Pietro (Mercurio) poseyendo velocidad sobrehumana y Wanda la habilidad de controlar la probabilidad. La pareja es reclutada por su padre Magneto después de que él salva a Wanda de una turba furiosa luego de accidentalmente incendiar una casa. Quicksilver se queda con ella para protegerla. Después de varias apariciones breves en el cómic X-Men estos se dan cuenta de que no están de acuerdo con los métodos de Magneto, pero él los presiona con el pretexto de que tienen una deuda con él por salvar sus vidas. Los hermanos se van cuando Magneto y su lacayo Sapo son secuestrados por la entidad cósmica del "Extraño", considerando saldada su deuda Ellos luego viajan a Europa. Pietro y su hermana se reforman y son reclutados por Iron Man para unirse a su equipo, Los Vengadores, después de que descubren que están en busca de nuevos héroes y desean obtener ayuda para ellos mismos.

### Vengadores
Junto con el Capitán América y el ex-villano Hawkeye, los cuatro se convirtieron en la segunda generación de Los Vengadores, y más tarde fueron apodados como el "Cuarteto Peculiar del Cap". Quicksilver originalmente pensó que debía ser el líder, a pesar de que fue capturado por el Hombre Topo en su primera misión. Él es rescatado por Los Vengadores, quienes derrotan al Minotauro sin él; también discutía con sus compañeros de equipo. La Bruja Escarlata se convierte en una amiga cercana a Hawkeye, y los dos se convierten en miembros leales del equipo hasta que Wanda es herida durante una misión contra Magneto. Quicksilver entonces huye de Los Vengadores con su hermana herida. El par acompaña a Magneto de regreso a su base en el Atlántico medio, donde el personaje captura a los X-Men, y Pietro se enfrenta con Cíclope. Después de una aparición en solitario de Quicksilver en el cómic The Amazing Spider-Man, los mellizos finalmente se dan cuenta de que Magneto es el verdadero villano. Pietro y Wanda reaparecen en el cómic X-Men y son secuestrados junto a otros mutantes por los Centinelas, y posteriormente son liberados por los X-Men.
El personaje reaparece en el cómic Avengers, y le advierte al equipo que Wanda ha sido secuestrada y llevada a otro dimensión por el señor de la guerra Arkon. Después de que Wanda es rescatada, Pietro y su hermana regresan al equipo. Durante una misión, Quicksilver es herido por un Centinela, y en el cómic Fantastic Four es encontrado por Crystal, una miembro de los Inhumanos. Crystal cura a Pietro, y la pareja finalmente se casa. En el cómic Giant-Size Avengers, Pietro y Wanda también conocen a Robert Frank (anteriormente conocido como Whizzer, héroe de la Segunda Guerra Mundial), quien estuvo presente en Wundagore (el lugar de nacimiento de los hermanos) con su esposa al momento de su nacimiento. Frank brevemente se une a Los Vengadores, creyendo que Pietro y Wanda son sus hijos. La Bruja Escarlata también crea una relación sentimental con su compañero de equipo, Visión. A pesar de que Pietro desaprueba inicialmente, el personaje finalmente le da su bendición a su matrimonio, presentado en Giant-Size Avengers.
Quicksilver aparece junto a los Inhumanos y los Cuatro Fantásticos contra el villano Sphinx en Fantastic Four anual, y el origen de los hermanos es explorado en el cómic Avengers cuando el gitano Django Maximoff secuestra a Pietro y a Wanda y regresa a la Montaña Wundagore en el país de Transia, lugar donde nacieron. Después de una batalla de Los Vengadores contra el dios Chthon, los hermanos aprenden de Bova, uno de los New Men creados por el Alto Evolucionador, que son los hijos de Maximoff, y no de Robert Frank. Después, Quicksilver regresa a Attilan (ciudad de los Inhumanos), y en el cómic Fantastic Four se revela que ha tenido una hija (Luna) con Crystal.
Durante el cómic limitado Vision and the Scarlet Witch, Magneto obliga a Bova a revelar la verdad sobre sus hijos desaparecidos, quienes en realidad son Pietro y Wanda. Después de que su madre Magda murió en el parto, los niños son dados a Django Maximoff de parte del Alto Evolutivo, con el fin de criarlos como propios. Pietro y Wanda rechazan a Magneto cuando este les dice la verdad. El personaje hace varias apariciones en el segundo volumen de Vision and the Scarlet Witch, y su matrimonio con Crystal se tensa cuando ella tiene una aventura. En un West Coast Avengers anual, el tío de Crystal, Maximus el Loco (también hermano del rey Inhumano Rayo Negro) utiliza una tecnología para que Quicksilver se transforme en psicótico.
Quicksilver lucha contra los Vengadores de la Costa Oeste y en X-Factor anual es capturado por los Inhumanos y curado de su condición. En un esfuerzo para arrepentirse de sus actos, Pietro aparece en Avengers West Coast y ayuda al equipo a luchar contra Magneto y el villano Immortus, quien ha capturado a Wanda. Aunque tiene éxito, Pietro se niega a regresar con Crystal y en el cómic X-Factor se une a una versión revisada del ahora equipo de superhéroes patrocinado por el gobierno. El personaje y Crystal son reunidos en la historia Bloodties cuando Los Vengadores, X-Factor y los X-Men detienen a un grupo de terroristas mutantes que secuestran a su hija Luna, y son responsables de una guerra civil en la isla de Genosha. Después de lidiar con esta amenaza, Quicksilver se entera de la relación de Crystal con el Caballero Negro y la deja, renunciando también a X-Factor.
El personaje también aparece en su serie limitada homónima, con Quicksilver tomando a su hija Luna y llevándola a la Montaña Wundergore, ayudando al Alto Evolutivo y a sus Caballeros de Wundergore contra Éxodo y el Hombre Bestia. Quicksilver utiliza el Isótopo E experimental para aumentar sus poderes, dándole la capacidad de moverse a velocidades supersónicas. Una versión futura de Pietro llamada "Nestor" aparece y le revela que sus poderes no son la velocidad, sino que están basados en lo temporal. Quicksilver también se reincorpora a los reformados Vengadores en el tercer volumen de la serie y aparece brevemente en el segundo volumen de Héroes de alquiler.

### House of M
Después de los eventos de Vengadores Desunidos, Los Vengadores y los X-Men se dirigían a Genosha para decidir si Wanda vivía o moría. Sabiendo esto, Pietro la alentó para que creara una realidad que satisfaga a todos. Como consecuencia dio inicio un realidad en la que Magneto dominaba el mundo y los seres humanos se extinguían lentamente.
Los héroes recuperaron el recuerdo de sus vidas pasadas gracias a Layla Miller, quien misteriosamente conservó sus recuerdos, y se aliaron para derrotar a Magneto, a quien creían responsable del cambio, pero durante la pelea se reveló que el culpable era Pietro. Wanda devolvió el mundo a la normalidad con un solo cambio: le quitó sus poderes al 90 por ciento de los mutantes, entre ellos al mismo Pietro.

### Decimation
Pietro se enfrenta a la persecución de todos los que recordaban el mundo creado por Wanda. Consumido por el remordimiento, roba las "Nieblas de Terrigén" a los inhumanos en un intento desesperado de devolverle sus poderes a los mutantes, incluso probándolas en sí mismo y ganando un nuevo superpoder: viajar por unos minutos al futuro. Su solución momentánea presentaba varios fallos, sumado a que Rayo Negro le declaró la guerra a la raza humana para recuperar las Nieblas.
Factor-X le proporcionó protección en el "Barrio Mutante" como venganza a los X-Men por ocultarles los hechos de House of M.
Con el fin de encubrir las acciones de Wanda, fundó X-Cell: un grupo de ex-mutantes a los que les devolvió los poderes con las Nieblas de Terragen. Su argumento era que el gobierno fue el responsable del "Día M" y movilizó a los mutantes para que pidieran la devolución de sus poderes. Layla Miller hizo que perdiera apoyo mostrando a los miembros de X-Cell una cinta en la que Pietro mencionaba que su hermana era la causante de la pérdida de los mutantes.
Rictor le quita los cristales a Pietro de su cuerpo y pierde sus nuevos poderes. Tras esto es encarcelado sin que sus carceleros sepan quien es. Recupera sus poderes de alguna manera en su estancia en prisión.

### Secret Empire
Quicksilver fue uno de los pocos superhéroes que no quedó atrapado fuera de la órbita de la Tierra por el Escudo de Defensa Planetaria ni atrapado en Manhattan por la Fuerza Oscura. Por lo tanto, él y Wanda respondieron al llamado de Iron Man de defender Washington D. C. mientras Hydra avanzaba para conquistar los Estados Unidos de América. Sin embargo, Pietro y sus aliados fueron rápidamente derrotados por el Ejército del Mal, así como por un Capitán América alternativo que empuñaba Mjolnir.
Tras la conquista de Hydra, Quicksilver se convirtió en miembro de Underground, un grupo de los superhéroes restantes de Estados Unidos que se oponían al régimen de Hydra, Después de que Vegas fuera arrasada por los Helicarriers de Hydra, Pietro ayudó a encontrar y rescatar a los supervivientes. Al enterarse de que la lealtad del Capitán América a Hydra fue causada por el Cubo Cósmico, Quicksilver junto con Hércules, Ant-Man y Mockingbird tuvieron la misión de cazar los fragmentos del Cubo que se habían esparcido por todo el mundo.
Después de reclutar a Sam Wilson para ayudar a sacarlos de contrabando de los EE. UU. continentales, Quicksilver y su grupo fueron a Alaska para recuperar el fragmento en poder de Ultrón. Poco después de llegar, se enfrentaron a los Vengadores de Hydra, quienes también buscaban el fragmento. Los dos grupos entraron en combate, con Pietro luchando contra su hermana debido a que había sido poseída por Chthon después de la batalla de Washington D. C.. La batalla pronto fue interrumpida por Hank Pym que estaba fusionado con Ultron, invitó a ambos bandos a "cenar". Allí, Ant-Man logró convencer a Ultrón de que entregara su fragmento.
Después de una serie de callejones sin salida y una batalla contra Hive en Madripoor, Quicksilver y el resto de su equipo regresaron a The Mount, aparentemente renunciando a su misión de encontrar los fragmentos. Cuando Hydra llegó a The Mount una vez más, posteriormente Quicksilver fue acusado por Mockingbird ser un espía de Hydra, quien creía que lo hacía para garantizar la seguridad de Wanda. Molesto pietro tomó represalias diciendo que observó a Mockingbird haciendo llamadas secretas a alguien y que probablemente ella era la traidora, la discusión se interrumpido por Ant-man quien reveló ser el traidor. Antes de que la situación pudiera empeorar aún más, Hulk atacó The Mount, lo que obligó a Quicksilver a abandonar la base.
Más tarde se vio a Pietro ayudando a reparar la ciudad tras la derrota de Hydra y la restauración de los Estados Unidos.

### Uncanny Avengers 2023
Tras el ataque a Krakoa y la caída de miles de mutantes, Pietro se une al equipo del Capitán América junto a Deadpool, Rogue, Psylocke y Monet con el fin de detener el inicio de la una nueva guerra mundial por el misterio Capitán Krakoa y su nueva Hermandad de Mutantes. Tras fallar en la misión, los mutantes están a favor que el capitán América no lidere el equipo, y posteriormente junto a monet van a investigar una pista en una tienda de perfume donde se enfrentan a andreas y andre, a pesar de sus esfuerzos ellos escapan pero con un GPS y para celebrar Pietro besa a Monet.
Posteriormente en la base de la Hermandad de mutantes, Pietro junto a rogue y Viuda Negra intento desactivar una bomba atómica, antes de que estalle Pietro lleva a Deadpool junto a Rogue para que absorba sus poderes y que sobreviva.

### Muerte de Magneto
Tras la muerte de Magneto, Scarlet Witch tiene que ocultar la muerte de su padre a su hermano Pietro. Causando una pelea entre los hermanos que se tendrán que unir para acabar con él Mago.
Posteriormente en SCARLET WITCH (2024) #1, Darcy Lewis busca a Quicksilver y le informa que su hermana wanda esta en problemas.

### Regreso a los Vengadores
Durante el evento Blood Hunt, el Capitán América solicita la ayuda de pietro para enfrentarse a los vampiros junto a Hercules, Kate Bishop y Hazmat. Su velocidad sobrehumana le permite enfrentarse a las hordas de vampiros y proteger a sus compañeros.

## Poderes y habilidades
Posee una gran velocidad, lo que le permite moverse y pensar a velocidades increíbles. Originalmente, podía correr a la velocidad del sonido, pero después de la exposición al Isótopo E del Alto Evolucionador, su velocidad aumentó a niveles supersónicos, llegando incluso a Mach 10. Además, puede resistir los efectos de la fricción, la reducción de oxígeno y el impacto cinético al moverse a supervelocidades. Quicksilver también puede crear ciclones, correr por las paredes y cruzar cuerpos de agua. Su personalidad impaciente y abrasiva se debe a que percibe al resto del mundo como si estuviera moviéndose en cámara lenta. 
Después de perder sus poderes de velocidad debido a la alteración de la realidad por parte de su hermana, Quicksilver se expone a la Niebla Terrígena de los Inhumanos. Esto le otorga la capacidad de desplazarse fuera del tiempo y el espacio, permitiéndole “saltar” al futuro y regresar al presente en una nueva ubicación. Quicksilver voluntariamente integra fragmentos de los Cristales Terrígenos en su cuerpo. Estos cristales potencian a ex-mutantes con versiones extremas de sus habilidades sobrehumanas.
Sin embargo, el efecto suele ser fatal, y los cristales finalmente son eliminados de su cuerpo por el mutante Rictor. Recuperación inexplicable: Después de una serie de alucinaciones, Quicksilver recupera misteriosamente sus poderes de velocidad. Además, al exponerse al Isótopo E, supera ampliamente la velocidad de la luz y desarrolla nuevas habilidades.

## Otras versiones

### Ultimate
En Ultimate Marvel, existe una versión deformada del personaje Quicksilver debido al constante abuso de Magneto. Esta versión es más rápida que la original y se dice que, desde su adolescencia, podía alcanzar velocidades de Mach 10.
Después de desertar de la Hermandad de Mutantes de su padre junto con su hermana, la Bruja Escarlata, ambos se unieron a Los Ultimates. Además, los hermanos comparten una relación incestuosa. Durante la historia Magnetic North de Ultimate X-Men, Quicksilver vigilaba a su padre encarcelado en el Triskelion y lo amenazaba. En The Ultimates 3, él y su hermana aparentemente son asesinados, pero Quicksilver reaparece más tarde al final de la historia Absolute Power, donde mata a Moira MacTaggert.
En Ultimatum #5, Quicksilver asesina a Cíclope mientras este daba un discurso en Washington D. C., utilizando la misma bala que fue usada para matar a la Bruja Escarlata.
Tras la muerte de la mayoría de los X-Men y la Hermandad, Pietro inicia una búsqueda de nuevos miembros para su equipo. Mystique, Sabretooth y Teddy (el hijo de Blob) se unen a él en Wundagore, junto a una aparentemente renacida Wanda.
Siguiendo las órdenes de su hermana, Quicksilver intenta ayudar a la Casa Blanca, lo que resulta en la muerte de muchos mutantes a manos de los Centinelas Modelo de Nimrod, controlados por el Reverendo Stryker antes de su muerte. Sin embargo, cuando Pietro llega a Egipto, se encuentra con su padre, Erik, completamente vivo, aunque esto se revela como una ilusión creada por Mr. Siniestro.

### Marvel Zombies
En la serie limitada Marvel Zombies, la Tierra es contaminada por un virus que convierte a sus víctimas en zombies carnívoros, con Quicksilver no siendo infectado cuando es mordido por una "zombificada" Mystique (quien en ese momento estaba haciéndose pasar por su hermana Wanda).
Quicksilver derrota a Mystique y decide huir a La colonia de Superhéroes Restantes (Blade, White Tiger, Kitty Pride, Visión, El soldado del invierno, War Machine).

### X-Men Noir
Peter Magnus es un excorredor de pistas en el colegio, y trabaja en el Departamento de la Policía de Homicidios de Nueva York con su padre: Eric Magnus, jefe detective y líder de la Hermandad.

### Viejo Logan
En el cómic Old man Hawkeye #1, Pietro es parte de los héroes que luchan contra los supervillanos junto a héroes como Thor (cómic), Bruja Escarlata. Lucha contra el Hombre de Arena y temina con una pierna rota y perece por el pisotón del villano Atlas (cómic)

### Dark Age
En este Universo, la tecnología dejó de existir por el Unmaker. 7 años después el mundo avanzó, Pietro trabaja para Pantera Negra y es enviado a la base de Apocalipsis pero es controlado por Hombre Púrpura para asesinar a Okoye y la Antorcha Humana

### Televisión
- Quicksilver apareció como parte de Los Vengadores durante algunos episodios de la porción del Capitán América en la serie The Marvel Super Heroes de 1966 con la voz de Len Carlson.
- Quicksilver es un personaje invitado en tres episodios de X-Men, con la voz de Adrian Egan.
- Quicksilver es un villano regular de X-Men: Evolution, aparece a partir del episodio cinco “Speed and Spyke” con la voz de Richard Ian Cox. Él es un adolescente delincuente que siente recelo por Spyke su compañero del equipo de básquet, una noche vació todos los casilleros de la secundaria para inculpar a Spyke quien termina en prisión, pero logra salir uniéndose a los X-Men y juntos detienen a Quicksilver. Ya en la cárcel, Magneto le hace una visita a su hijo Quicksilver y lo ayuda a escapar a cambio de unirse a La Hermandad de Mutantes. En el último episodio de la serie, el Profesor X tiene una premonición en la que una versión adulta de Quicksilver aparece como miembro de S.H.I.E.L.D. junto a sus compañeros de La Hermandad.
- Quicksilver aparece como miembro y líder de La Hermandad de Mutantes en la serie animada Wolverine and the X-Men, con la voz de Mark Hildreth. Él aparece en los episodios "Hindsight Pt. 2”, "Timebomb", "Past Discretions", "Battle Lines", "Backlash", y las tres partes del final de la serie "Foresight".
- Quicksilver apareció en el episodio "Hexed, Vexed, and Perplexed" de The Super Hero Squad Show con la voz de Scott Menville.
- Evan Peters aparece como Pietro Maximoff en la serie de acción en vivo WandaVision (2021).[42] Es plenamente consciente de lo que Wanda Maximoff ha hecho en Westview, Nueva Jersey, aunque simpatiza con ella y se une a los hijos de Wanda, Billy y Tommy. Sin embargo, más tarde se revela que él no es real y está siendo utilizado por razones desconocidas por la bruja Agatha Harkness. Luego es liberado por Monica Rambeau y su nombre real es Ralph Bohner.

### Cine
Marvel licenció los derechos de filmación de los X-Men y conceptos relacionados como los mutantes, a 20th Century Fox. Desde entonces Fox ha creado una serie de películas basadas en la franquicia. Años más tarde, Marvel comenzó su propia franquicia cinematográfica, el Universo cinematográfico de Marvel, centrado en los personajes que no tenían licencia para otros estudios, como Los Vengadores. El núcleo principal de esta franquicia fueron Los Vengadores, tanto en películas independientes como en la exitosa película The Avengers. Quicksilver y la Bruja Escarlata fueron parte de una disputa entre los dos estudios. Fox reclamaba los derechos sobre ellos porque ambos eran mutantes e hijos de Magneto, el villano de la mayoría de sus películas, mientras que Marvel también reclamaba esos derechos porque la historia editorial de los personajes en los cómics está más relacionada con Los Vengadores que con los X-Men. Los estudios hicieron un acuerdo para que ambos usen los personajes con la condición de que las tramas no hagan referencia a las propiedades del otro estudio: en las películas de Fox no pueden mencionarlos como miembros de Los Vengadores, y en las películas de Marvel no pueden mencionarlos como mutantes e hijos de Magneto.
Después de la compra de 20th Century Fox por Disney en el 2017, los derechos de todos los personajes de Marvel volvieron a Marvel Studios, incluyendo a Quicksilver

#### Universo cinematográfico de Fox
- Los nombres de Quicksilver y su hermana aparecen brevemente en el monitor de la computadora de William Stryker que Mystique estaba revisando cuando se infiltró en el gobierno en X-Men 2.

- Quicksilver hace un cameo en X-Men Origins: Wolverine donde es un prisionero de la Isla. Su actor es desconocido.

- Quicksilver aparece en la película de 2014 X-Men: días del futuro pasado, interpretado por Evan Peters.[44] En la película, su nombre es Peter Maximoff y es reclutado en 1973 por Wolverine, Charles Xavier y Hank McCoy para que los ayude a liberar a Magneto de una prisión subterránea en El Pentágono de los Estados Unidos. Gracias a sus poderes de supervelocidad es que logran liberar a Magneto y asegurar el escape del resto del grupo. Durante sus interacciones con Magneto, él menciona que hace años, su madre conoció a alguien con la capacidad de controlar el metal. Él finalmente apareció viendo a Magneto en la televisión mientras declaraba la supremacía de los mutantes sobre los seres humanos. El director de la película Bryan Singer reveló que filmó todas las escenas del personaje a más de 3600 cuadros por segundo.[45]

- Peters repitió su papel como Quicksilver en la secuela X-Men: Apocalipsis (2016), al luchar contra este poderoso mutante y sus cuatro jinetes.[46][47] Quicksilver adquiere un papel narrativo mucho más grande, rescatando casi todo el cuerpo estudiantil de la escuela de Xavier, de una explosión causada cuando Havok accidentalmente destruye el X-Jet con una explosión dirigida a Apocalipsis. Él continúa para participar en la batalla final con Apocalipsis antes de unirse a la recién reformada X-Men. Quicksilver ya sabe que Magneto es su padre, pero elige no decírselo.

- Peters retrata al personaje en un breve cameo en Deadpool 2 (2018).

- Peters vuelve a interpretar su papel por última vez (en la continuidad de X-men) en la película Dark Phoenix 2019.

#### Universo cinematográfico de Marvel
- Quicksilver hace una aparición oficial en el cine como parte del Universo cinematográfico de Marvel en una escena poscréditos de Captain America: The Winter Soldier[48] interpretado por el actor británico Aaron Taylor-Johnson. En la escena él y su hermana (Elizabeth Olsen) están atrapados en una guarida secreta del Barón Von Strucker y forman parte de un plan secreto de Hydra junto con varios aparatos de los Chitauri recuperados en S.H.I.E.L.D.

- Johnson repite su papel en la secuela de Los Vengadores; Avengers: Age of Ultron.[49] Inicialmente como aliado de Ultron junto a su hermana la Bruja Escarlata y luego pasándose ambos al bando de los Vengadores. Durante la batalla final entre los Vengadores y Ultrón, muere al proteger a Barton y a un niño de ser acribillados por el villano (al morir, Barton llevó su cuerpo para que no se destruya ante la explosión y fue considerado como un Vengador honorario). Tanto Johnson como Olsen han firmado un multi-contrato para aparecer como sus personajes en futuras entregas.[50] En una entrevista con la revista "Empire" el director de la película Joss Whedon reveló que pese a que la muerte de este personaje era algo planeado en un principio, a su vez era algo debatido entre él y los ejecutivos de Marvel, a causa de esto se llegaron a crear materiales y a filmar escenas donde el personaje sobrevivía y llegaba a formar parte del nuevo equipo de Los Vengadores antes de la edición final.[51] A causa de la gran especulación que generó la muerte del personaje y la posibilidad de que regresará como muchos otros en películas anteriores Kevin Feige confirmó el deceso del personaje.[52] A pesar de que Feige comento que no hay planes a futuro para el personaje, Jonhson se ha mostrado interesado en regresar como el héroe.[53][54] Aunque expresó creencia de ambas partes estaban abiertos a la posibilidad en el futuro, reiteró que no había planes inmediatos para el regreso del personaje - abordar específicamente las especulaciones de que aparecería en WandaVision de Disney+.[55]

- En el 2016, Scarlet Witch nuevamente interpretada por Elizabeth Olsen aparece en Capitán América: Civil War, sin embargo ella no hace ninguna mención de Quicksilver. A pesar de esto, Wanda es vista mirando fijamente un reportaje de la Batalla de Sokovia (posiblemente recordando la pérdida de su hermano). Cuando Tony Stark mencionó la muerte de un ciudadano (Charlie Spencer) en su lucha contra Ultron, Wanda al escuchar la palabra "Sokovia", miró al suelo sin decir nada junto a Visión (otra posible indirecta, dado que ambos recuerdan perfectamente los eventos ocurridos anteriormente en Sokovia). Finalmente, la última referencia es cuando Clint Barton y Wanda se reúnen con el Capitán América y su equipo en Alemania. Cuando el Capitán le agradece a Barton su ayuda, Barton responde que tiene una deuda con Wanda y Wanda de nuevo mira hacia el suelo (por la muerte de Pietro, dado que Pietro salvó a Barton en Age of Ultron y ahora Barton permanece cerca de Wanda).

- A pesar de la especulación de que Taylor-Johnson aparecería en WandaVision, en realidad fue Peters quien apareció en el programa. Este fue el debut de Peters en el Universo cinematográfico de Marvel. Su personaje también apareció como Pietro, en lugar de Peter, como había sido en la serie de películas de X-Men de Fox. Esta fue la segunda vez que un actor ha retomado un papel que no es de UCM en el UCM, siendo el primero J. K. Simmons como J. Jonah Jameson en Spider-Man: lejos de casa. Darcy Lewis, interpretada por Kat Dennings, aborda abiertamente la modificación tal como aparece. Al final, se descubre que esta versión es en realidad Ralph Bohner, una persona normal hechizada por Agatha Harkness (Kathryn Hahn) para confundir a Wanda

### Videojuegos
- Captain America and The Avengers.
- X-Men Legends II: Rise of Apocalypse.
- Marvel: Ultimate Alliance 2 (PS2, PSP, Wii).
- Marvel Super Hero Squad: The Infinity Gauntlet.
- X-Men: Destiny.
- Marvel: Avengers Alliance.
- Marvel Super Hero Squad Online.
- Lego Marvel Vengadores
- Marvel Future Fight
- Marvel Contest of Champions